# Noye
La Noye és un riu francès, afluent de l'Avre. La Noye flueix pel nord de la plana de la Picardia. Neix a Vendeuil-Caply, a l'Oise. Flueix de nord a nord-est abans d'unir-se amb l'Avre a Boves (Somme). Com la majoria de rius propers, la seva conca és ampla, humida i rica en aiguamolls. Travessa les ciutats de Breteuil-sur-Noye (departament de l'Oise) i Ailly-sur-Noye, Berny-sur-Noye, Estrées-sur-Noye, Flers-sur-Noye, Guyencourt-sur-Noye (al Somme).